# 気仙沼・本吉地域広域行政事務組合
気仙沼・本吉地域広域行政事務組合（けせんぬま・もとよしちいきこういきぎょうせいじむくみあい）は、宮城県気仙沼市・南三陸町で構成される一部事務組合。消防本部と美術館を管轄する。

## 概要
1971年8月に創設。当初は気仙沼市、志津川町、唐桑町、津山町、歌津町、本吉町で構成されていたが平成時代に入って合併により現在の1市1町の体制に至る。

## 消防本部

### 沿革
- 1972年4月:旧気仙沼市消防本部を母体として創設。
- 1972年12月:志津川消防署、津山出張所庁舎落成。
- 1973年1月：本吉分署、歌津出張所、唐桑出張所庁舎落成。
- 1974年4月：臨港出張所庁舎落成および消防艇を配備。
- 1978年3月：気仙沼消防署に救助工作車が配備(寄贈車両)
- 1980年4月：大島出張所庁舎落成。
- 1980年12月：気仙沼消防署に屈折はしご車が配備。
- 1993年10月：消防本部及び気仙沼消防署新庁舎が落成。
- 1994年2月：南出張所及び臨港出張所を統廃合し南町出張所に一本化。
- 2005年4月：津山町の合併(登米市)に伴い津山出張所と職員10名を登米市消防本部へ移管。
- 2005年10月：南三陸町の発足に伴い志津川消防署を南三陸消防署に改称。
- 2011年3月：東北地方太平洋沖地震(東日本大震災)による津波で殉職10名、南三陸消防署、歌津出張所が全壊、南町出張所が全損する等の被害を受ける。
- 2014年8月：気仙沼消防署南町出張所が新庁舎へ移転し、気仙沼消防署古町出張所に改称して業務を開始する。
- 2016年6月：気仙沼消防署唐桑出張所が気仙沼市唐桑町馬場181-1の仮設庁舎から新庁舎に移転し、業務を開始する。
- 2017年5月：南三陸消防署歌津出張所が仮設庁舎から新庁舎に移転し、業務を開始する。

### 消防署
2014年4月1日現在
| 消防署       | 住所                       | 分署                   | 出張所                                                |
| ------------ | -------------------------- | ---------------------- | ----------------------------------------------------- |
| 気仙沼消防署 | 気仙沼市赤岩五駄鱈43-2     | 本吉:本吉町津谷松尾1-1 | 古町：古町1-6-17 唐桑:唐桑町只越346-13 大島:廻舘113-1 |
| 南三陸消防署 | 南三陸町志津川字沼田100-61 | なし                   | 歌津:歌津字枡沢28-1                                   |

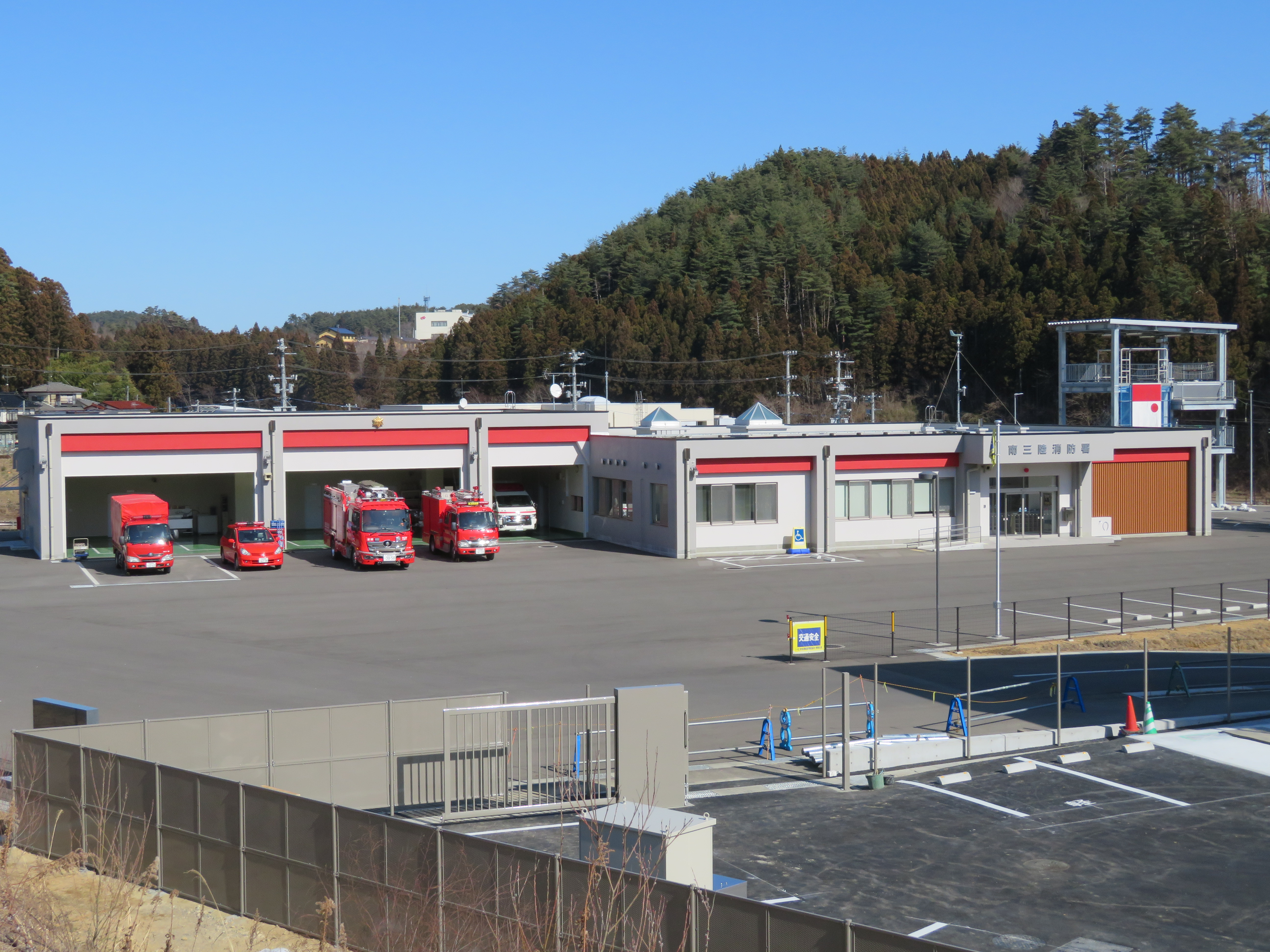
南三陸消防署
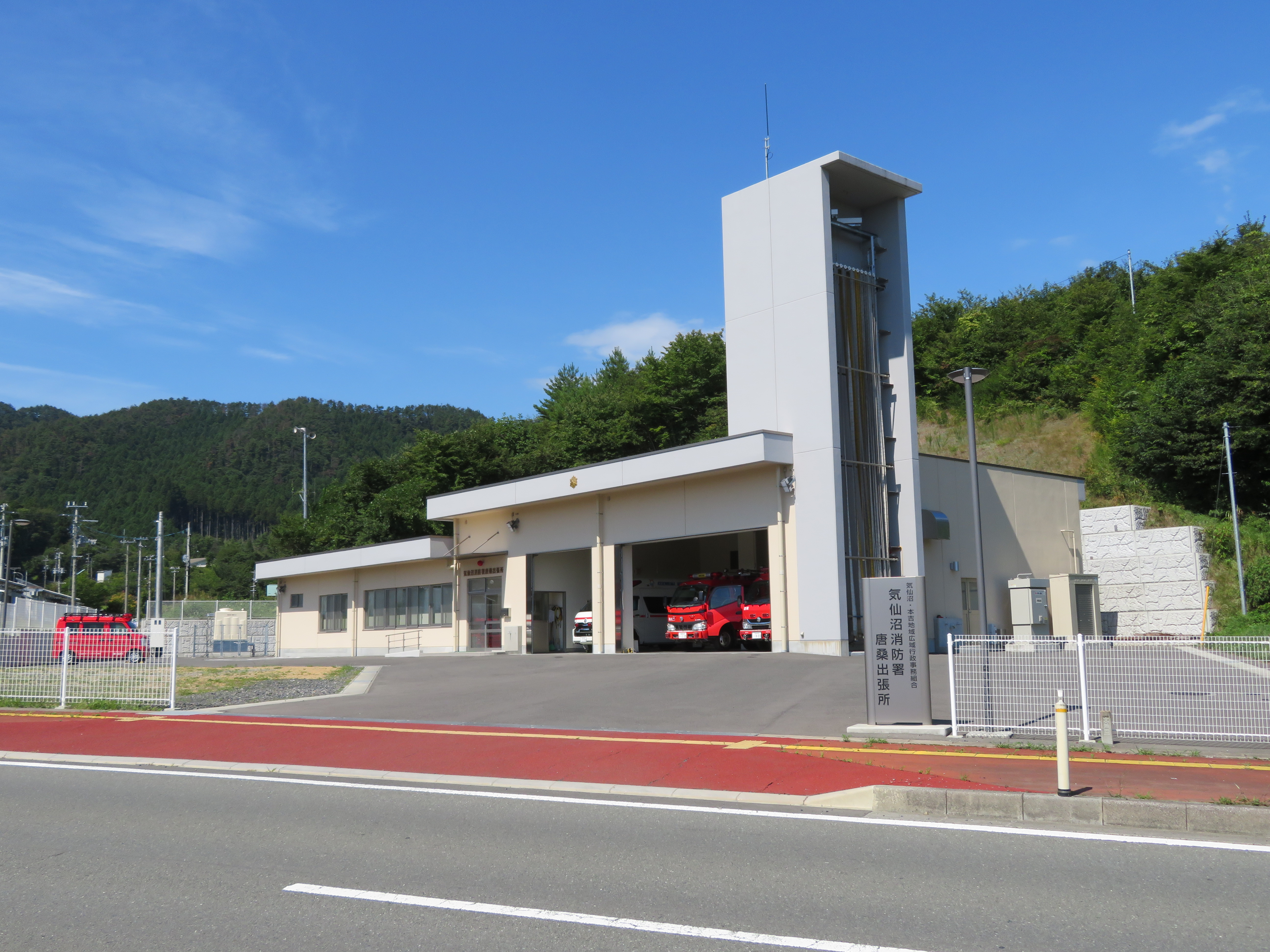
気仙沼消防署唐桑出張所

### 主力機械
2019年4月1日現在
- 消防ポンプ車:9
- 水槽付ポンプ車:3
- 化学消防車:1
- 小型動力ポンプ付水槽車:1
- はしご車:1
- 救助工作車:1
- 水難救助車:1
- 指揮車:4
- 救急車:8
- 広報車:5
- 資機材搬送車：2
- 事務連絡車：1
- 人員搬送車：1
- 消防救急艇:1

## 教育委員会
教育委員会として美術館を管理運営する。

### リアス・アーク美術館
リアス・アーク美術館を所有し、管理運営を行っている。
| 施設名               | 所在地        | 備考 |
| -------------------- | ------------- | ---- |
| リアス・アーク美術館 | 赤岩牧沢138−5 |      |